# 換洙爭議
換洙爭議，又稱更換金文洙候選人未遂事件（韓語：김문수 후보 교체 시도 사건）指的是韓國政黨國民力量在2025年大韓民國總統選舉的提名過程中所造成的政治爭議，國民力量廢止金文洙在的提名資格，改提名另一人，造成政治爭議。金文洙在黨內初選勝過前黨魁韓東勳，但因整合困難，國民力量轉尋時任代總統韓悳洙整合，並以一連串政治操作強勢撤換金文洙的黨內提名，但韓悳洙最終在黨員投票上以微小差距輸給金文洙，使得金文洙再次獲得黨內提名的唯一候選人並完成最終的提名登記程序。

## 事件背景
尹錫悅因2024年韓國戒嚴導致其被彈劾下台，成為韓國憲政史上第二位被彈劾成功而解職的總統，依據《大韓民國憲法》第68條第2項規定總統若提前解職，需在60日內選出繼任者。韓國政府最終決定在6月3日舉行總統選舉，並將候選人登記定為5月10日至11日，若參選人為公務員身分，必須在5月4日前請辭。

## 黨內初選結果
在選舉日期確定後，國民力量也展開提名作業，有以下國民力量成员报名党内初选且入围主要初選： 
| 國民力量第21屆總統初選 2025年5月3日 | 國民力量第21屆總統初選 2025年5月3日 | 國民力量第21屆總統初選 2025年5月3日 | 國民力量第21屆總統初選 2025年5月3日 | 國民力量第21屆總統初選 2025年5月3日 | 國民力量第21屆總統初選 2025年5月3日 |
| ----------------------------------- | ----------------------------------- | ----------------------------------- | ----------------------------------- | ----------------------------------- | ----------------------------------- |
| 號次                                | 候選人                              | 結果                                | 黨員得票數                          | 民調                                | 總和                                |
| 1                                   | 金文洙                              | 提名                                | 246,519                             | 208,525                             | 455,044                             |
| 1                                   | 金文洙                              | 提名                                | 61.25%                              | 51.81%                              | 56.53%                              |
| 2                                   | 韓東勳                              | 落选                                | 155,961                             | 193,955                             | 349,916                             |
| 2                                   | 韓東勳                              | 落选                                | 38.75%                              | 48.19%                              | 43.47%                              |

## 事件過程
時任代總統韓悳洙在5月1日宣布請辭國務總理，隨後在翌日宣布參選。国民力量在5月3日的初选结束隔日立即设立推进机构，推动该党总统候选人金文洙与无党派总统预备候选人韩悳洙之间的单一化进程。金文洙在5月6日參觀亚太经济合作组织第33次峰會預備會場後，接受媒體訪問時表示國民力量正在施壓其退選，他將終止一切選舉活動並前往首爾為「剩餘的懸而未決的問題準備深入解決的措施」。
韓、金雙方在5月8日就「合併推出單一候選人」的議題展開第一輪的協商談判但未果，韓悳洙的競選團隊稱要在5月11日登記截止前完成整併；金文洙陣營則稱先進行競選活動後推選單一候選人，並要求國民力量的黨領導層不要干預雙方的交涉。國民力量緊急對策委員會委員長權寧世對此表示，必須在兩天內實現總統候選人合併，黨方面將如期推進相關工作，並表示不解金文洙對其曾承諾推舉單一候選人為何突然改變態度；另一方面，權寧世對金文洙提議在12日以後與無黨籍總統候選人初步人選韓悳洙進行合併是「不現實的幻想」，認為若無黨籍候選人被推舉為單一候選人，國民力量黨將在沒有總統候選人的情況下參加大選，黨不能為拉票活動贊助，也無法獲得政府補貼。
韩悳洙在與國民力量的協商後，表示若無法合併推出候選人，自己將不参加本屆總統選舉的候選人正式登記。雙方會面不久後，國民力量黨魁權性東向金文洙施壓稱「單一化候選人是必然的」並展開絕食抗議。同時，國民力量也緊急展開的三輪民意調查，其中有兩輪為透過自動語音應答系統方式進行，總計758,851人，而三輪的民意調查結果顯示，有82.82%的受訪者認為「國民力量有必要推出統一的候選人」。金文洙與韓悳洙展開第二輪談判，金文洙稱其在初選階段每階段都有付一億韓元的保證金並完成每一階段成為最終提名候選人，如果（韓）空降的話等於這些是虛設的「防磚」門檻；韓悳洙則表示自己在參選的其間並沒有接到國民力量籍的黨政高層與國會議員關切。
金文洙在5月9日應國民力量國會黨團邀請，在緊急對策委員會委員長權寧世及黨魁權性東陪同下赴約出席會談，但金文洙在發表談話中抨擊「黨的領導層在使用各種非法和不公平的手段來推翻初選結果，讓無黨籍的參選人成為我們的共主」，隨後權寧世稱對其發言感到失望，並反指「國會議員的會談是希望從候選人身上聽到些什麼，身為領導人應該要知道該在什麼時候捨己為公，這與國會議員們所期望的背道而馳」，兩人的談話引起國民力量國會黨團不滿，並圍住金文洙嗆說「候選人應該要聆聽國會議員們的意見」，金文洙隨後離開會場並拒答記者提問，而權寧世則在會後表示黨的領導層已經充分向候選人傳達黨員與國會議員們的想法。為了避免國民力量的黨內高層強勢更換候選人，金文洙向法院聲請「禁止國民力量將總統候選人授予非黨務相關之第三者」的假處分，而國民力量的地方黨部也有在前一日聯合聲請「禁止國民力量召開臨時黨員大會」的假處分以防止總統提名程序中途換人的措施。當日傍晚，首爾南部地方法院民事合議庭第51部權成秀法官以「韓悳洙為無黨籍身分無法判斷與其利害關係」、「國民力量並未否定金文洙的黨內提名地位」為由駁回兩份假處分的聲請。
韓悳洙與金文洙在5月9日再次展開談判，最終僅持續一小時而破裂，談判過程中，国民力量党领导层当天下午5点不顾金文洙的反对展开了民意调查，甚至还讨论了不将金文洙登记为该党总统候选人的“不登记候选人方案”。金、韓陣營的最大癥結點在於提名方式無法取得共識，韓悳洙方面認為應採用「黨員投票50%和選民民調50%結合的方式」，金文洙方面要求採取「選民民調100%」的方式。對此，议员尹相现在当天在党内议员大会上提议，“让20名议员集体退党，组建新党，推举韩悳洙为总统候选人，并在25日前与金文洙实现合并”。截至當日晚間，韓、金雙方自7日開始展開的四輪談判皆失敗作收，國民力量秘書長李亮壽對外表示，出席談判會談的64名國會議員有62名支持黨高層下放更換提名作業的權力給緊急對策委員會。

### 換洙行動
國民力量在5月9日表示在8日至9日期間，針對黨員與一般民眾就韓、金雙方進行互比式民調，按照黨中央選舉委員會的决定未公开调查具体结果，但韩德洙在民調结果中為優勢。國民力量選舉委員會在當日晚間通知黨員，決定取消金文洙的黨內總統候選人資格，隨後在10日凌晨2時30分發布公告指將依黨章第74條之2及總統候選人提名辦法第29條等規定重新啟動總統候選人選舉程序；凌晨3時至4時將接受候選人的登記。韩悳洙在3時20分左右辦理入黨且迅速完成入黨程序並完成登記黨內初選。凌晨4时40分，国民力量领导层召开緊急对策委员会会议，决定以韩悳洙取代金文洙为国民力量总统候选人。金文洙得知提名資格遭到廢止後，指稱國民力量非法決議並將「即刻採取政治及法律手段以討回公道」。金文洙的競選團隊隨後在中午12時35分向首爾南部地方法院地遞交「暫時停止國民力量撤換總統提名候選人」的假處分聲請，首爾南部地方法院民事合議庭第51部在下午5時正式受理。

## 事件結果
國民力量在5月10日上午10時至下午9時通过自动语音应答系统方式就「是否以韩悳洙替代金文洙为候选人」的題目展開黨員投票，國民力量緊急對策委員會就投票結果表示無法提供確切數字，但此次全体党员投票结果以微弱差距否决了候选人更换提案。國民力量在黨員投票期間，於下午6時50分展開第五輪的協商談判，結果依然破局。國民力量試圖剝奪總統候選人資格並強行換人的行動最終被黨員們阻止。
國民力量最終維持金文洙的黨內提名，金文洙隨即前往中央選舉管理委員會完成候选人登记工作，並邀集韩悳洙担任选举对策委员会委员长。韩悳洙的競選團隊在事後亦表示韩悳洙「接受『国民和党员的意愿』並真心希望金文洙候选人及国民力量党能够在本次总统选举中获得胜利」。國民力量緊急對策委員會委員長權寧世在事後引咎辭職；金文洙對權寧世的請辭緩頰稱總統候選人確定產生後，緊急對策委員會委員長的請辭是「慣例」並感謝其在產生候選人期間的努力，且因國民力量恢復其提名，假處分的聲請理由已消滅，故在同日上午9時半撤回假處分的聲請。

## 反應
金文洙在初選階段的競爭對手、前黨魁韓東勳指“将党推向如此境地的人，无论职位高低，都应立即辞职，承担应有责任”；前大邱市市长洪准杓也通过社交媒体表示，“权宁世、權性東，以及（强力推动候选人合并的）朴洙瑩、成一鍾应辞去议员职务并退出政坛”。罗卿瑗、李钟培、朴大出、李晚熙、权泳臻、裴俊英、张东赫、姜民奎等议员在會見雙方尝试推进最后阶段的合并谈判時，亦有部分人士要求权宁世、权性东下台負責。

### 其他黨派
- 共同民主党總統候選人李在明對此表示：「政治不是我們做得好就能贏，有時候只要靜靜待著，對手自己摔倒，我們就贏了」[44]。
- 改革新黨創黨人兼總統候選人李俊錫對金文洙的遭遇表示：「作夢也沒想到已經完成黨內提名程序的候選人會被強制撤換」並稱國民力量高層的換洙行動是「非法程序所產生的無效決議」[45]。

### 民間反應
事件發生後，多篇社論指是次爭議是為韓悳洙量身打造的「黑箱操作」並就一系列的行為質疑「誰會在半夜準備好32份文件並送到國會國民力量黨團辦公室繳交？」；亦有社論認為國民力量此次的行為反而使中間選民加深對主張保守主義的政黨及支持右派的選民的誤解，而黨員投票在最終的反轉是奠基於對程序正義的追求。
置身於爭議之中的韓悳洙也被批評是「不戰而勝」的「搭便車」，在整合途中缺乏對金文洙的政治判斷使其在「50年公職」的政治生涯上留下汙點；韩悳洙解释称，代理总统职务需要应对美国通商压力，导致宣布参选延迟，但这番说法并未挽回不利局势。